# 认知神经科学期刊
《认知神经科学期刊》是认知神经科学中拥有同行评审机制的月度学术期刊。它主要采用跨领域取向，内容涵盖神经科学、神经心理学、认知心理学、神经生物学、语言学、计算机科学和哲学领域的研究。该期刊由麻省理工学院出版社和认知神经科学研究所出版，主编是 Bradley R. Postle（威斯康星大学麦迪逊分校）。

## 摘要和索引
该期刊的摘要和索引载于:
- Current Contents/Life Sciences[1]
- EBSCO databases[2]
- Ei Compendex[3]
- Elsevier Biobase
- Embase[4]
- FRANCIS
- Index Medicus/MEDLINE/PubMed[5]
- InfoTrac
- Inspec[6]
- ProQuest databases[2]
- PsycINFO[7]
- Science Citation Index[1]
- Scopus[8]
- Social Sciences Citation Index[1]

根据期刊引证报告 ，该期刊 在2020 年的影响因子为 3.225。 